# Songs of Mass Destruction
Songs of Mass Destruction er et album af Annie Lennox fra 2007.
Det indeholder blandt andet nummeret Sing hvor Celine Dion, Melissa Etheridge, Fergie, Beth Gibbons, Faith Hill, Angélique Kidjo, Beverley Knight, Gladys Knight, K.D. Lang, Madonna, Sarah McLachlan, Beth Orton, P!nk, Bonnie Raitt, Shakira, Shingai Shoniwa, Joss Stone, Sugababes, KT Tunstall og Martha Wainwright medvirker.
Albummet er udgivet en specialudgave med to cd'er, hvor bl.a. musikvideoen til sangen "Dark Road" er med.

## Nummerliste
1. "Dark Road" (kun udgivet som single i USA)
2. "Love Is Blind"
3. "Smithereens"
4. "Ghosts"
5. "Womankind"
6. "Through The Glass Darkly"
7. "Lost"
8. "Coloured Bedspread"
9. "Sing"
10. "Big Sky"
11. "Fingernail Moon"